# オナトラ船
オナトラ船（オナトラせん）は、コンゴ民主共和国にあるオナトラ社が管理する船舶。
キンシャサからキサンガニまで1734キロメートルの距離を、時速4-7キロメートルでコンゴ川を2か月かけて運行している。その規模にもかかわらず川船であり、海はいっさい航行しない。
オナトラ船はキンシャサにある幾つかの港から出航し、1日3便出る定期船であるが、無線機器が古くつながらないことも多いため、運行状態は船長の裁量に任されており、運行日は不定期である。
構造は人の乗る重量650トンの艀を2つから5つ連結し、動力船が押して進む仕組みになっている。人の乗る部分は車や大型ドラム缶などを柱にテントで覆われており、その下で人々が住んでいる。乗船する人の数は艀2つで450人程度、艀が5つなら1000人以上が船上で暮らしている。
船には日用雑貨や山羊・鰐など動物を売る商人たちが家族で住み込み、川沿いに住む人々が小船で大都市でしか買えないような商品を買いに来るという。炊事洗濯はコンゴ川の水を使うといい、大規模のオナトラ船ではディスコまである。
このほかにも、船に住み込む商人たちを相手に理容師や医師なども居り、犯罪の取り締まりや治安を守るため、警察官も家族で住み込み常駐している。